# Férfi kajak egyes 1000 méter a 2008. évi nyári olimpiai játékokon
A 2008. évi nyári olimpiai játékokon a kajak-kenu férfi kajak egyes 1000 méteres versenyszámát augusztus 18. és 22. között rendezték a Shunyi olimpiai parkban.
Minden kajakos az előfutamokban kezdte a küzdelmeket. Az előfutamok győztesei automatikusan kvalifikálták magukat a döntőbe, a mögötte célba érő hat versenyző pedig valamelyik elődöntőbe jutott. A két elődöntő első három helyezettje csatlakozott a döntő mezőnyéhez.
Az előfutamokat augusztus 18-án, az elődöntőket augusztus 20-án, a döntőt augusztus 22-én bonyolították le.

## Eredmények
Az időeredmények másodpercben értendők. A rövidítések jelentése a következő:
- QF: döntőbe jutás helyezés alapján
- QS: elődöntőbe jutás helyezés alapján

### Előfutamok
| Helyezés | Név                     | Nemzet                        | Idő      | Mj       |
| 1. futam | 1. futam                | 1. futam                      | 1. futam | 1. futam |
| -------- | ----------------------- | ----------------------------- | -------- | -------- |
| 1.       | Tim Brabants            | Nagy-Britannia (GBR)          | 3:27,828 | QF       |
| 2.       | Benkő Zoltán            | Magyarország (HUN)            | 3:29,542 | QS       |
| 3.       | Markus Oscarsson        | Svédország (SWE)              | 3:30,044 | QS       |
| 4.       | Emanuel Silva           | Portugália (POR)              | 3:31,843 | QS       |
| 5.       | Shaun Rubenstein        | Dél-afrikai Köztársaság (RSA) | 3:36,134 | QS       |
| 6.       | Dmitrij Torlopov        | Kazahsztán (KAZ)              | 3:39,671 | QS       |
| 7.       | Manuel Cortina          | Mexikó (MEX)                  | 3:41,433 | QS       |
| 8.       | Phone Myint Tayzar      | Mianmar (MYA)                 | 3:53,578 |          |
| 9.       | Assane Fall             | Szenegál (SEN)                | 4:07,061 |          |
| 2. futam |                         |                               |          |          |
| 1.       | Adam Van Koeverden      | Kanada (CAN)                  | 3:29,622 | QF       |
| 2.       | Stjepan Janić           | Horvátország (CRO)            | 3:31,369 | QS       |
| 3.       | Ben Fouhy               | Új-Zéland (NZL)               | 3:33,037 | QS       |
| 4.       | Jernej Zupančič Regent  | Szlovénia (SLO)               | 3:33,289 | QS       |
| 5.       | Michael Kolganov        | Izrael (ISR)                  | 3:38,207 | QS       |
| 6.       | Rami Zur                | Egyesült Államok (USA)        | 3:38,693 | QS       |
| 7.       | Jorge García            | Kuba (CUB)                    | 3:38,866 | QS       |
| 8.       | Kotoua Francis Abia     | Elefántcsontpart (CIV)        | 4:14,411 |          |
| 9.       | Alcino Silva            | São Tomé és Príncipe (STP)    | 4:28,057 |          |
| 3. futam |                         |                               |          |          |
| 1.       | Eirik Verås Larsen      | Norvégia (NOR)                | 3:29,043 | QF       |
| 2.       | Ken Wallace             | Ausztrália (AUS)              | 3:30,306 | QS       |
| 3.       | Max Hoff                | Németország (GER)             | 3:30,316 | QS       |
| 4.       | Anton Rjahov            | Oroszország (RUS)             | 3:38,381 | QS       |
| 5.       | Pan Jao                 | Kína (CHN)                    | 3:40,774 | QS       |
| 6.       | Miguel Correa           | Argentína (ARG)               | 3:45,695 | QS       |
| 7.       | Rudolf Berking-Williams | Nyugat-Szamoa (SAM)           | 4:00,784 | QS       |
| 8.       | Tony Lespoir            | Seychelle-szigetek (SEY)      | 4:05,890 |          |

### Elődöntők
| Helyezés | Név                     | Nemzet                        | Idő      | Mj       |
| 1. futam | 1. futam                | 1. futam                      | 1. futam | 1. futam |
| -------- | ----------------------- | ----------------------------- | -------- | -------- |
| 1.       | Ken Wallace             | Ausztrália (AUS)              | 3:33,255 | QF       |
| 2.       | Ben Fouhy               | Új-Zéland (NZL)               | 3:33,542 | QF       |
| 3.       | Markus Oscarsson        | Svédország (SWE)              | 3:33,906 | QF       |
| 4.       | Shaun Rubenstein        | Dél-afrikai Köztársaság (RSA) | 3:36,969 |          |
| 5.       | Anton Rjahov            | Oroszország (RUS)             | 3:37,017 |          |
| 6.       | Jernej Zupančič Regent  | Szlovénia (SLO)               | 3:41,730 |          |
| 7.       | Rami Zur                | Egyesült Államok (USA)        | 3:46,204 |          |
| 8.       | Dmitrij Torlopov        | Kazahsztán (KAZ)              | 3:47,212 |          |
| 9.       | Rudolf Berking-Williams | Nyugat-Szamoa (SAM)           | 4:04,658 |          |
| 2. futam |                         |                               |          |          |
| 1.       | Max Hoff                | Németország (GER)             | 3:32,847 | QF       |
| 2.       | Stjepan Janić           | Horvátország (CRO)            | 3:33,942 | QF       |
| 3.       | Benkő Zoltán            | Magyarország (HUN)            | 3:34,473 | QF       |
| 4.       | Emanuel Silva           | Portugália (POR)              | 3:34,508 |          |
| 5.       | Jorge García            | Kuba (CUB)                    | 3:41,219 |          |
| 6.       | Pan Jao                 | Kína (CHN)                    | 3:41,539 |          |
| 7.       | Manuel Cortina          | Mexikó (MEX)                  | 3:43,017 |          |
| 8.       | Michael Kolganov        | Izrael (ISR)                  | 3:43,108 |          |
| 9.       | Miguel Correa           | Argentína (ARG)               | 3:51,715 |          |

### Döntő
| Helyezés | Név                | Nemzet               | Idő      | Mj |
| -------- | ------------------ | -------------------- | -------- | -- |
| Arany    | Tim Brabants       | Nagy-Britannia (GBR) | 3:26,323 |    |
| Ezüst    | Eirik Verås Larsen | Norvégia (NOR)       | 3:27,342 |    |
| Bronz    | Ken Wallace        | Ausztrália (AUS)     | 3:27,485 |    |
| 4.       | Ben Fouhy          | Új-Zéland (NZL)      | 3:29,193 |    |
| 5.       | Max Hoff           | Németország (GER)    | 3:29,391 |    |
| 6.       | Markus Oscarsson   | Svédország (SWE)     | 3:30,198 |    |
| 7.       | Stjepan Janić      | Horvátország (CRO)   | 3:30,495 |    |
| 8.       | Adam Van Koeverden | Kanada (CAN)         | 3:31,793 |    |
| 9.       | Benkő Zoltán       | Magyarország (HUN)   | 3:32,120 |    |